# Gesamtanlage Altstadt und Frankfurter Vorstadt

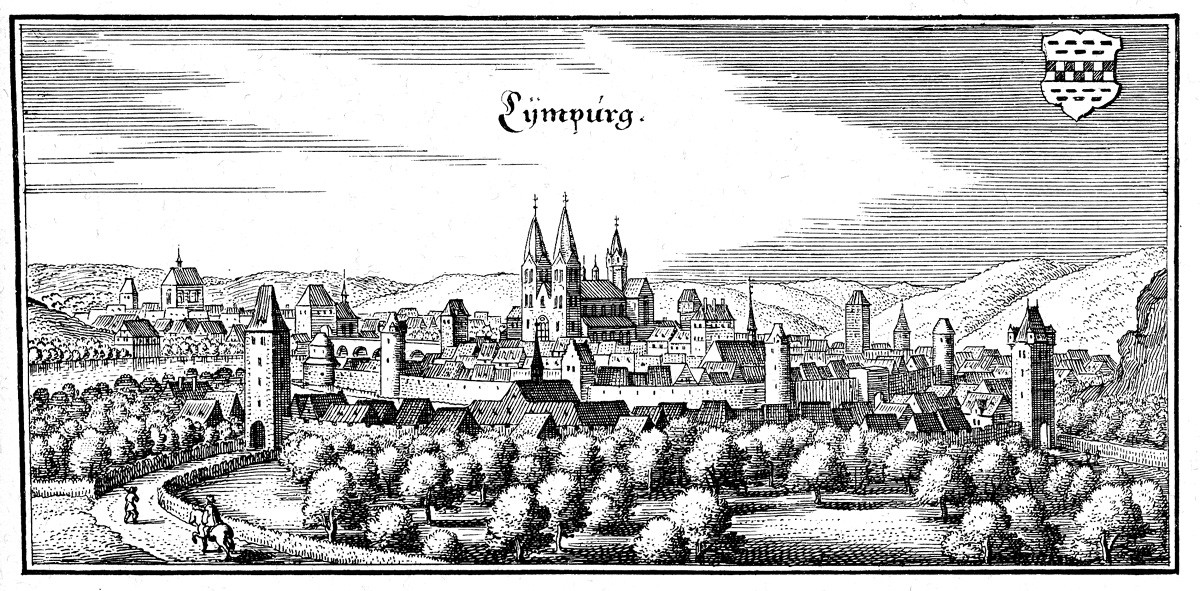
Limburg an der Lahn im Jahr 1655

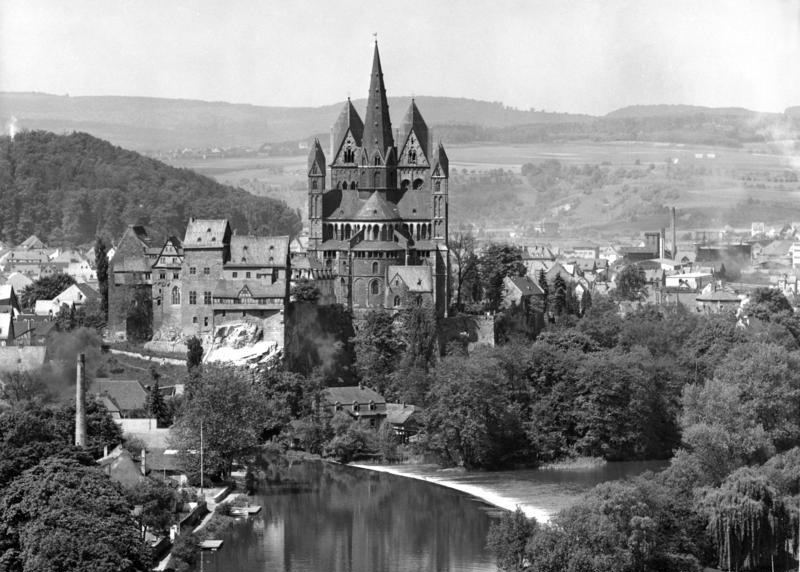
Der Limburger Dom auf dem Lahnfelsen, der das topographische Zentrum der Gesamtanlage bildet

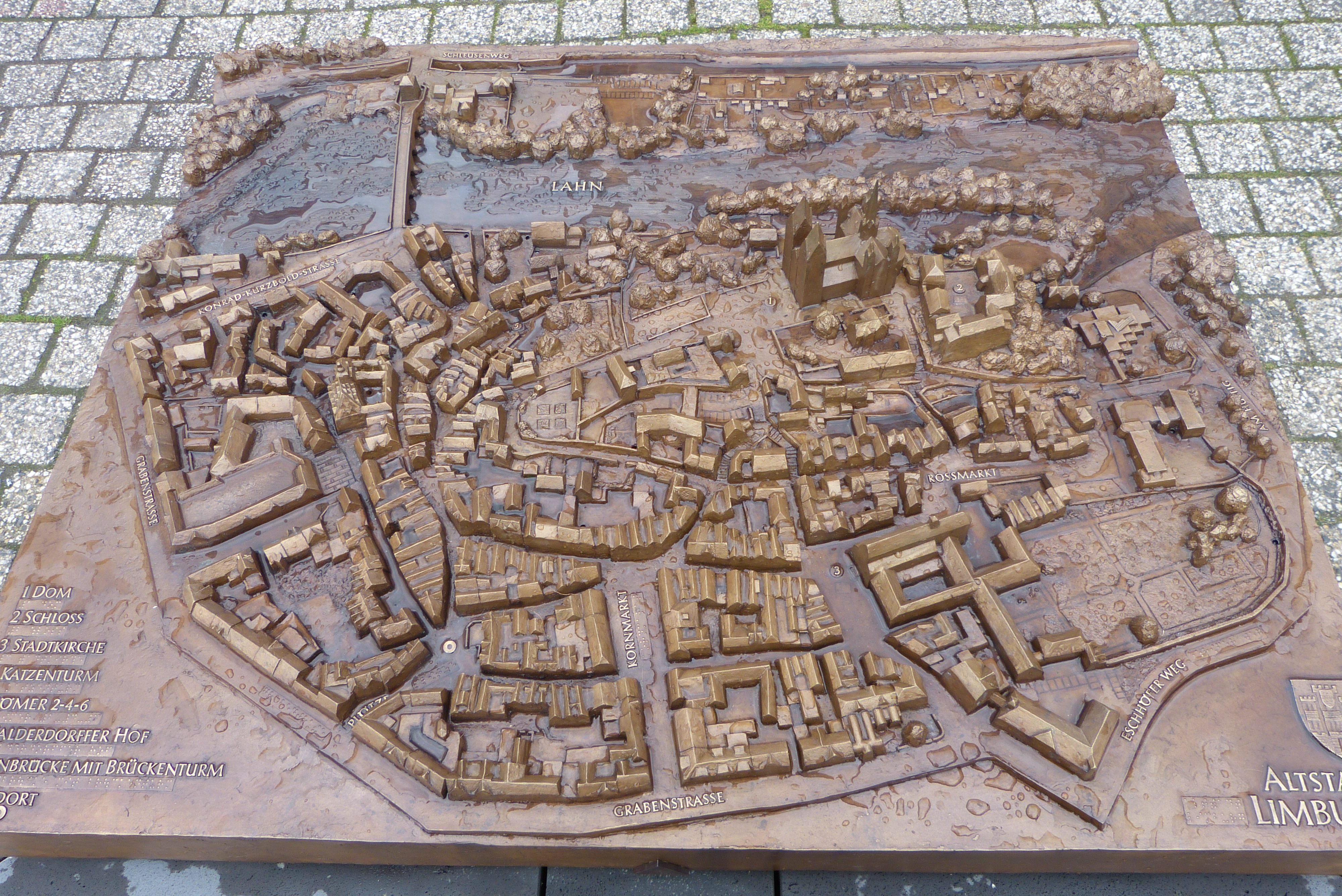
Modell der Limburger Altstadt, aufgestellt auf der Plötze

Die Gesamtanlage Altstadt und Frankfurter Vorstadt ist eine Gesamtanlage auf dem Gebiet der hessischen Kreisstadt Limburg an der Lahn. Sie umfasst mit dem Innern des ersten Mauerrings aus der ersten Hälfte des 13. Jahrhunderts den ältesten Teil der Stadt. Im Mittelpunkt des Ensembles steht mit dem Limburger Dom das Wahrzeichen der Stadt.
Ein großer Teil der Kulturdenkmäler in Limburg an der Lahn befindet sich im Bereich der Gesamtanlage.

## Burgdistrikt
| Bild                               | Bezeichnung                         | Lage                                                   | Beschreibung | Bauzeit | Objekt-Nr. |
| ---------------------------------- | ----------------------------------- | ------------------------------------------------------ | --- | --- | ---------- |
| weitere Bilder                     | Ehemaliger Friedhof                 | Domplatz 1 LageFlur: 28, Flurstück: 49/15, 14, 50/15   | Mehrfach erweitertes Areal, das bis Anfang des 20. Jahrhunderts als städtischer Friedhof genutzt. Auf der zum Friedhof gehörende Grablege der Domherren an der Nordseite des Limburger Doms werden weiterhin Kapitelmitglieder beigesetzt. | 1834 (Anlage) / 1857 (Erweiterung) / um 1965 (Umgestaltung zur Grünanlage) | 53074 DDB  |
| weitere Bilder                     | Ehemalige Karnerkapelle St. Michael | Domplatz 1 LageFlur: 28, Flurstück: 14                 | Im 13. Jahrhundert errichtete Kapelle, die als Beinhaus und später auch als Wohnung des Totengräbers genutzt wurde. | um 1250 (Kern) / 1853 (Erneuerung nach Brand) | 53075      |
| weitere Bilder                     | St. Georg und Nikolaus              | Domplatz 2 LageFlur: 28, Flurstück: 21                 | Ehemalige Stifts- und Pfarrkirche, seit 1827 Dom- und Pfarrkirche der Diözese Limburg | um 1190–um 1232 (Kern) / 15. Jahrhundert (Anbau Erasmuskapelle & Sakristei) / Mitte 18. Jahrhundert (Barockisierung, Spitzhelm Vierungsturm) / 1967–91 (Rekonstruktion Außenfarbigkeit, Freilegung Fassung Innenraum) | 53076      |
| Dompfarrhaus                       | Dompfarrhaus                        | Domplatz 3 LageFlur: 28, Flurstück: 16                 | Zweigeschossiger Bruchsteinbau mit Garten. | 1901–1903 | 53077 DDB  |
| Ehemalige Domdechanei              | Ehemalige Domdechanei               | Domplatz 4 LageFlur: 28, Flurstück: 17                 | | 1308 | 53078 DDB  |
| weitere Bilder                     |                                     | Domplatz 5 LageFlur: 27, Flurstück: 1                  | | 1296 | 53079 DDB  |
| weitere Bilder                     | Domküsterhaus                       | Domplatz 6 LageFlur: 24, Flurstück: 143/53             | Zweigeschossiger Putzbau, errichtet im Auftrag des Bischöflichen Ordinariats. Heute als Schwesternwohnhaus Bestandteil des Diözesanen Zentrums Sankt Nikolaus.                                                                             | 1903/04 | 53080 DDB  |
| weitere Bilder                     | Haus Staffel                        | Domplatz 7 LageFlur: 24, Flurstück: 138/54             | Wohn- und Amtssitz des Limburger Bischofs, Bestandteil des Diözesanen Zentrums St. Nikolaus | 1515 | 53081 DDB  |
| Domstraße 2, von Südwesten gesehen |                                     | Domstraße 2 LageFlur: 24, Flurstück: 113               | | 1615 bis 1625 | 53082 DDB  |
|                                    |                                     | Domstraße 4 LageFlur: 24, Flurstück: 114/1             | | 1625 bis 1675 | 53083 DDB  |
|                                    |                                     | Domstraße 6 LageFlur: 24, Flurstück: 114/1             | | 1675 bis 1685 | 53084 DDB  |
| Zur Eule                           | Zur Eule                            | Domstraße 8-10 LageFlur: 24, Flurstück: 116, 117       | | 1703 | 53085 DDB  |
|                                    |                                     | Domstraße 9 LageFlur: 24, Flurstück: 45                | | 1579 | 53086 DDB  |
| weitere Bilder                     | Ehemaliger Burgmannensitz           | Domstraße 12 LageFlur: 24, Flurstück: 49               | heute Diözesanmuseum | 1544 | 53087 DDB  |
| weitere Bilder                     | Altes und Neues Schloss             | Mühlberg 2 und 3 LageFlur: 28, Flurstück: 45/20, 46/20 | ehemalige Burganlage | | 53207      |
| Ehem. Kloster Bethlehem            | Ehem. Kloster Bethlehem             | Nonnenmauer 2-4 LageFlur: 24, Flurstück: 149/51, 52/1  | | 1575 bis 1625 | 53209 DDB  |
|                                    |                                     | Nonnenmauer 5 LageFlur: 24, Flurstück: 92              | | Anfang 17. Jahrhundert | 53210 DDB  |
| weitere Bilder                     |                                     | Nonnenmauer 7 LageFlur: 24, Flurstück: 103, 104        | | 1584 | 53211 DDB  |
|                                    |                                     | Pfarrweg 1 LageFlur: 27, Flurstück: 2                  | | 1532 | 53223 DDB  |

## Lahnseitiger Stadteingang

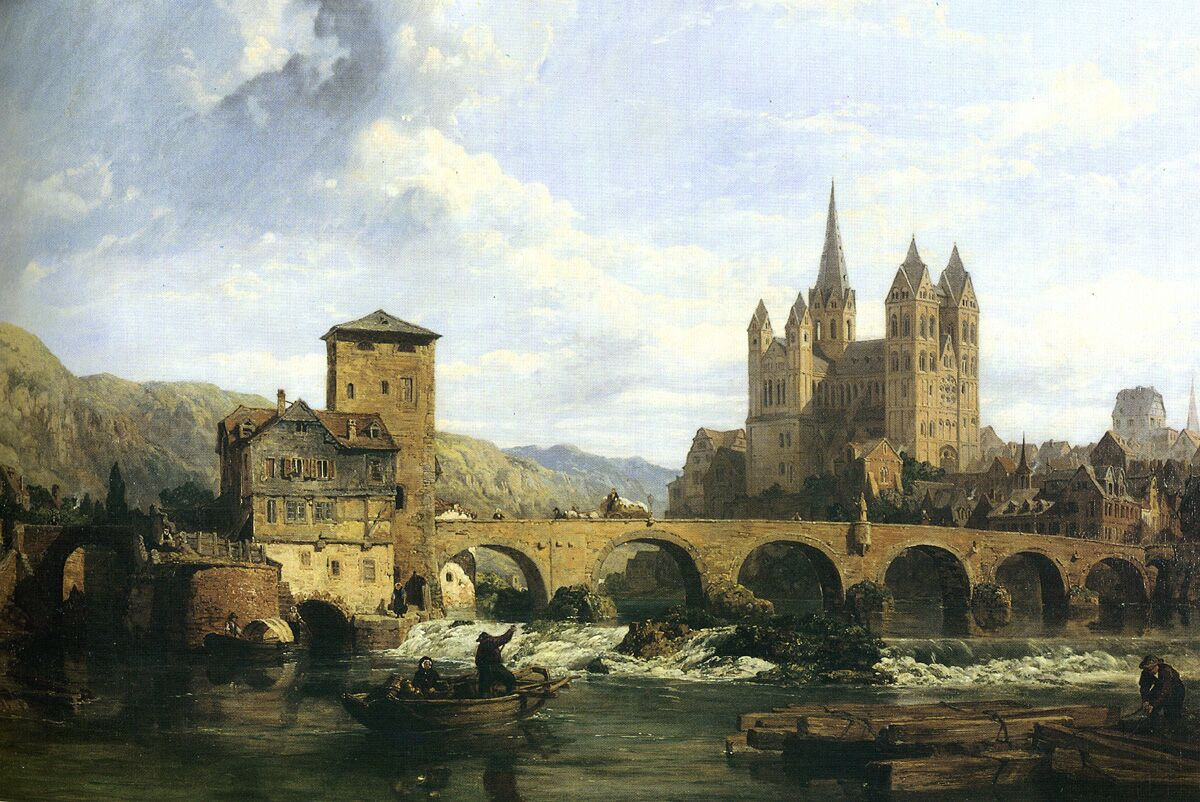
Lahnbrücke und Dom von Westen im Jahr 1862 (Gemälde von George Clarkson Stanfield)

| Bild                   | Bezeichnung                                 | Lage                                                 | Beschreibung | Bauzeit                | Objekt-Nr. |
| ---------------------- | ------------------------------------------- | ---------------------------------------------------- | --- | ---------------------- | ---------- |
| weitere Bilder         | Ehemaliger Arnsteiner Hof                   | Brückengasse 2 LageFlur: 23, Flurstück: 38/1         | | Ende 18. Jahrhundert   | 53038 DDB  |
| weitere Bilder         |                                             | Brückengasse 3 LageFlur: 23, Flurstück: 42           | | Ende 17. Jahrhundert   | 53039 DDB  |
| weitere Bilder         |                                             | Brückengasse 4 LageFlur: 23, Flurstück: 67/37        | | Ende 16. Jahrhundert   | 53040 DDB  |
| weitere Bilder         |                                             | Brückengasse 6 LageFlur: 23, Flurstück: 36           | | Ende 17. Jahrhundert   | 53041 DDB  |
| weitere Bilder         |                                             | Brückengasse 8 LageFlur: 23, Flurstück: 35           | | Ende 17. Jahrhundert   | 53042 DDB  |
| weitere Bilder         | Haus der sieben Laster                      | Brückengasse 9 LageFlur: 23, Flurstück: 39           | | 1567                   | 53043 DDB  |
| weitere Bilder         | Verputztes Fachwerkhaus                     | Brückengasse 10 LageFlur: 23, Flurstück: 34          | | 1683                   | 53044 DDB  |
| weitere Bilder         | Haus Brückengasse 11                        | Brückengasse 11 LageFlur: 23, Flurstück: 47          | | Anfang 15. Jahrhundert | 53045 DDB  |
| weitere Bilder         | Zum runden Eck                              | Brückengasse 12 LageFlur: 23, Flurstück: 33          | 1788 an Stelle eines mittelalterlichen Vorgängerbaus errichteter zweigeschossiger Putzbau mit halbrundem Grundriss. Seit 1885 Gastwirtschaft, ab 1900 unter dem Namen „Zum runden Eck“. | 1788                   | 53046 DDB  |
| weitere Bilder         |                                             | Brückengasse 13 LageFlur: 24, Flurstück: 1/1         | | Anfang 16. Jahrhundert | 53047 DDB  |
| weitere Bilder         | [[Brückengasse 15 (Limburg an der Lahn)\|]] | Brückengasse 15 LageFlur: 24, Flurstück: 2/2         | | 1298 bis 1309          | 53048 DDB  |
| weitere Bilder         |                                             | Brückengasse 17 LageFlur: 24, Flurstück: 3/2         | |                        | 53049 DDB  |
| weitere Bilder         | Erbacher Hof                                | In der Erbach 2-3 LageFlur: 28, Flurstück: 5/1, 10/2 | | 1778                   | 53174 DDB  |
| weitere Bilder         |                                             | In der Erbach 4 LageFlur: 28, Flurstück: 3           | | 1677                   | 53175 DDB  |
| weitere Bilder         | Alte Lahnbrücke mit Brückenturm             | Inselweg 1 LageFlur: 11, Flurstück: 5                | | Anfang 14. Jahrhundert | 53176 DDB  |
| Ehemaliger Schlachthof | Ehemaliger Schlachthof                      | Inselweg 2 LageFlur: 11, Flurstück: 4, 7/1           | | 1902                   | 53177 DDB  |
|                        |                                             | Römer 1 LageFlur: 28, Flurstück: 6, 7, 8             | | 1296                   | 53237 DDB  |
| weitere Bilder         | Römer 2-4-6                                 | Römer 2-4-6 LageFlur: 24, Flurstück: 4/1, 36         | | 1289                   | 53238 DDB  |

## Löherviertel
| Bild           | Bezeichnung | Lage                                      | Beschreibung                           | Bauzeit       | Objekt-Nr. |
| -------------- | ----------- | ----------------------------------------- | -------------------------------------- | ------------- | ---------- |
|                |             | Bornweg 1 LageFlur: 23, Flurstück: 49/3   |                                        | 1495 bis 1505 | 53037 DDB  |
| weitere Bilder |             | Löhrgasse 3 LageFlur: 23, Flurstück: 25   |                                        | 1625 bis 1675 | 53204 DDB  |
| weitere Bilder |             | Löhrgasse 4 LageFlur: 23, Flurstück: 24   |                                        | 1595 bis 1605 | 53205 DDB  |
| weitere Bilder |             | Löhrgasse 8 LageFlur: 23, Flurstück: 47/1 | Sachteil Schmuckgaube und Giebelpartie | 1645 bis 1655 | 53206 DDB  |

## Fahrgasse und Rütsche
| Bild               | Bezeichnung                   | Lage                                           | Beschreibung | Bauzeit                   | Objekt-Nr. |
| ------------------ | ----------------------------- | ---------------------------------------------- | ------------ | ------------------------- | ---------- |
| weitere Bilder     |                               | Fahrgasse 1 LageFlur: 23, Flurstück: 32        |              |                           | 53095 DDB  |
| weitere Bilder     |                               | Fahrgasse 2 LageFlur: 23, Flurstück: 31        |              | 1615                      | 53096 DDB  |
| weitere Bilder     |                               | Fahrgasse 4 LageFlur: 23, Flurstück: 30        |              | Anfang 18. Jahrhundert    | 53097 DDB  |
| weitere Bilder     | Walderdorffer Hof             | Fahrgasse 5 LageFlur: 23, Flurstück: 18        |              |                           | 53098      |
| weitere Bilder     |                               | Fahrgasse 6 LageFlur: 23, Flurstück: 16        |              | 1676                      | 53099 DDB  |
| weitere Bilder     | Zweigeschossiges Fachwerkhaus | Kleine Rütsche 1-2 LageFlur: 23, Flurstück: 12 |              | 1. Hälfte 14. Jahrhundert | 53184 DDB  |
| weitere Bilder     | Dreigeschossiges Fachwerkhaus | Kleine Rütsche 4 LageFlur: 23, Flurstück: 15   |              | 1290, Umbau 1670          | 53185 DDB  |
|                    |                               | Rütsche 1-3 LageFlur: 24, Flurstück: 9, 8      |              | 1415 bis 1425             | 53245 DDB  |
| Werner-Senger-Haus | Werner-Senger-Haus            | Rütsche 5 LageFlur: 24, Flurstück: 30/2        |              | 1245 bis 1255             | 53246 DDB  |
|                    |                               | Rütsche 7-9 LageFlur: 23, Flurstück: 28/2      |              | 1470                      | 53247 DDB  |
|                    |                               | Rütsche 8 LageFlur: 24, Flurstück: 13          |              | 1595 bis 1605             | 53248 DDB  |
|                    |                               | Rütsche 10 LageFlur: 24, Flurstück: 14         |              |                           | 53249 DDB  |
|                    |                               | Rütsche 11 LageFlur: 24, Flurstück: 26         |              | 1289                      | 53250 DDB  |
|                    |                               | Rütsche 13 LageFlur: 24, Flurstück: 23         |              |                           | 53251 DDB  |
|                    |                               | Rütsche 15 LageFlur: 24, Flurstück: 20         |              | 1292                      | 53252 DDB  |

## Fischmarkt und Salzgasse
| Bild                                              | Bezeichnung                     | Lage                                               | Beschreibung | Bauzeit                | Objekt-Nr. |
| ------------------------------------------------- | ------------------------------- | -------------------------------------------------- | ------------ | ---------------------- | ---------- |
|                                                   |                                 | Fischmarkt 1-2 LageFlur: 25, Flurstück: 6/1        |              | Anfang 14. Jahrhundert | 53102 DDB  |
|                                                   |                                 | Fischmarkt 3-4 LageFlur: 25, Flurstück: 5, 4       |              | 1325 bis 1375          | 53103 DDB  |
|                                                   |                                 | Fischmarkt 5 LageFlur: 25, Flurstück: 3            |              | 1325 bis 1375          | 53104 DDB  |
| 'Der neue Rebstock'                               | 'Der neue Rebstock'             | Fischmarkt 6 LageFlur: 25, Flurstück: 2            |              | Ende 17. Jahrhundert   | 53105 DDB  |
| Der (alte) Rebstock                               | Der (alte) Rebstock             | Fischmarkt 7 LageFlur: 25, Flurstück: 1            |              | 1655 bis 1665          | 53106 DDB  |
| weitere Bilder                                    |                                 | Fischmarkt 8 LageFlur: 24, Flurstück: 19           |              | 1342                   | 53107 DDB  |
|                                                   |                                 | Fischmarkt 9 LageFlur: 24, Flurstück: 18           |              | 1541                   | 53108 DDB  |
|                                                   |                                 | Fischmarkt 10 LageFlur: 24, Flurstück: 17          |              | 1650                   | 53109 DDB  |
|                                                   |                                 | Fischmarkt 11 LageFlur: 24, Flurstück: 16          |              | Anfang 15. Jahrhundert | 53110 DDB  |
| weitere Bilder                                    | Nassauer Haus                   | Fischmarkt 12 LageFlur: 24, Flurstück: 15          |              | Anfang 14. Jahrhundert | 53111 DDB  |
| Fischmarkt 13, von Südwesten gesehen              |                                 | Fischmarkt 13 LageFlur: 24, Flurstück: 21          |              | 1664                   | 53112 DDB  |
|                                                   |                                 | Fischmarkt 14 LageFlur: 24, Flurstück: 22          |              | 1625 bis 1675          | 53113 DDB  |
| Fischmarkt 15, von Nordwesten gesehen             |                                 | Fischmarkt 15 LageFlur: 24, Flurstück: 112         |              | 1355                   | 53114 DDB  |
| Fischmarkt 16–17, von Nordwesten gesehen          |                                 | Fischmarkt 16-17 LageFlur: 24, Flurstück: 110, 111 |              | Anfang 15. Jahrhundert | 53115 DDB  |
|                                                   |                                 | Fischmarkt 18-19 LageFlur: 24, Flurstück: 105, 106 |              |                        | 53116      |
|                                                   |                                 | Fischmarkt 20 LageFlur: 24, Flurstück: 102         |              | 1580 bis 1590          | 53117 DDB  |
| Ehemaliges Rathaus                                | Ehemaliges Rathaus              | Fischmarkt 21 LageFlur: 24, Flurstück: 101         |              | 1295 bis 1305          | 53118 DDB  |
|                                                   |                                 | Fischmarkt 22 LageFlur: 24, Flurstück: 100         |              | Anfang 17. Jahrhundert | 53119 DDB  |
| Salzgasse 1, von Nordwesten gesehen               |                                 | Salzgasse 1 LageFlur: 25, Flurstück: 31            |              | 1488                   | 53254 DDB  |
| Kornmarkt 4–5 / Salzgasse 2, von Südosten gesehen |                                 | Salzgasse 2 LageFlur: 24, Flurstück: 88            |              |                        | 53255 DDB  |
| Salzgasse 3, von Nordwesten gesehen               | 'Das rote Schaf'                | Salzgasse 3 LageFlur: 25, Flurstück: 30            |              | Ende 16. Jahrhundert   | 53256 DDB  |
| Vorderhaus 'Zum goldenen Adler'                   | Vorderhaus 'Zum goldenen Adler' | Salzgasse 4 LageFlur: 24, Flurstück: 87            |              | Anfang 17. Jahrhundert | 53257 DDB  |
| Salzgasse 5–7, von Nordwesten gesehen             |                                 | Salzgasse 5-7 LageFlur: 25, Flurstück: 29, 28      |              | 1343                   | 53258 DDB  |
| 'Zu den drei Kronen'                              | 'Zu den drei Kronen'            | Salzgasse 6 LageFlur: 24, Flurstück: 91            |              | Anfang 19. Jahrhundert | 53259 DDB  |
| Zur Krone                                         | Zur Krone                       | Salzgasse 8 LageFlur: 24, Flurstück: 93            |              | 1870                   | 53260 DDB  |
|                                                   |                                 | Salzgasse 9 LageFlur: 25, Flurstück: 172/27        |              | 1714                   | 53261 DDB  |
| Salzgasse 10/12, von Südosten gesehen             |                                 | Salzgasse 10-12 LageFlur: 24, Flurstück: 94/95     |              | 1342                   | 53262 DDB  |
|                                                   |                                 | Salzgasse 11 LageFlur: 25, Flurstück: 26           |              | 1614                   | 53263 DDB  |
|                                                   |                                 | Salzgasse 13 LageFlur: 25, Flurstück: 25           |              | 1592                   | 53264 DDB  |
|                                                   |                                 | Salzgasse 14 LageFlur: 24, Flurstück: 96           |              | Anfang 18. Jahrhundert | 53265 DDB  |
|                                                   |                                 | Salzgasse 15 LageFlur: 25, Flurstück: 24           |              | 1830                   | 53266 DDB  |
|                                                   |                                 | Salzgasse 16 LageFlur: 24, Flurstück: 97           |              | Ende 17. Jahrhundert   | 53267 DDB  |
|                                                   |                                 | Salzgasse 17-19 LageFlur: 25, Flurstück: 22/1      |              | 1343 bis 1353          | 53268 DDB  |
|                                                   |                                 | Salzgasse 18 LageFlur: 24, Flurstück: 98           |              | 1225 bis 1275          | 53269 DDB  |
| Ehem. Stadtwaage                                  | Ehem. Stadtwaage                | Salzgasse 20 LageFlur: 24, Flurstück: 99           |              | 1625 bis 1675          | 53270 DDB  |
|                                                   |                                 | Salzgasse 21 LageFlur: 25, Flurstück: 21           |              | 1548 bis 1598          | 53271 DDB  |
| 'Zum Eselsfuß'                                    | 'Zum Eselsfuß'                  | Salzgasse 23-25 LageFlur: 25, Flurstück: 9, 8      |              | Ende 16. Jahrhundert   | 53272 DDB  |

## Kornmarkt
| Bild           | Bezeichnung              | Lage                                                            | Beschreibung                                                                                  | Bauzeit                | Objekt-Nr. |
| -------------- | ------------------------ | --------------------------------------------------------------- | --------------------------------------------------------------------------------------------- | ---------------------- | ---------- |
|                |                          | Bahnhofstraße 21 LageFlur: 25, Flurstück: 125/1                 |                                                                                               | Anfang 16. Jahrhundert | 53009 DDB  |
| weitere Bilder |                          | Kornmarkt 1 LageFlur: 25, Flurstück: 34/3                       |                                                                                               | Ende 18. Jahrhundert   | 53194 DDB  |
| weitere Bilder |                          | Kornmarkt 2 LageFlur: 25, Flurstück: 33                         |                                                                                               | Ende 17. Jahrhundert   | 53195 DDB  |
| weitere Bilder | Zum Goldenen Hirsch      | Kornmarkt 3 LageFlur: 25, Flurstück: 32                         | Nutzung als Gasthaus bis in die erste Hälfte des 20. Jahrhunderts, seitdem als Ladengeschäft. | Um 1500                | 53196 DDB  |
| weitere Bilder |                          | Kornmarkt 4-5 / Salzgasse 2 LageFlur: 24, Flurstück: 87, 86, 88 |                                                                                               |                        | 53197      |
| weitere Bilder |                          | Kornmarkt 6 LageFlur: 24, Flurstück: 85/1                       |                                                                                               |                        | 53198      |
| weitere Bilder |                          | Kornmarkt 7 LageFlur: 24, Flurstück: 83                         |                                                                                               | Ende 16. Jahrhundert   | 53199 DDB  |
| weitere Bilder | Ehemaliges Haus Schöneck | Kornmarkt 8 / Kolpingstraße 1 LageFlur: 24, Flurstück: 82, 75   |                                                                                               |                        | 53200      |
| weitere Bilder |                          | Kornmarkt 9 LageFlur: 26, Flurstück: 57/2                       |                                                                                               | Anfang 14. Jahrhundert | 53201 DDB  |
| weitere Bilder |                          | Kornmarkt 10-11 LageFlur: 26, Flurstück: 3, 4                   |                                                                                               | Ende 13. Jahrhundert   | 53202 DDB  |

## Südliche Plötze und Fleischgasse
| Bild           | Bezeichnung                 | Lage                                                       | Beschreibung | Bauzeit                | Objekt-Nr. |
| -------------- | --------------------------- | ---------------------------------------------------------- | ------------ | ---------------------- | ---------- |
| weitere Bilder |                             | Fleischgasse 2 LageFlur: 25, Flurstück: 113/3              |              | 1525 bis 1575          | 53120 DDB  |
| weitere Bilder |                             | Fleischgasse 3-5 LageFlur: 25, Flurstück: 49, 48           |              | 1695 bis 1705          | 53121 DDB  |
|                |                             | Fleischgasse 10 LageFlur: 25, Flurstück: 117               |              | 1595 bis 1605          | 53122 DDB  |
|                |                             | Fleischgasse 11 LageFlur: 25, Flurstück: 38                |              | 1595 bis 1605          | 53123 DDB  |
|                |                             | Fleischgasse 12 LageFlur: 25, Flurstück: 118               |              | 1590                   | 53124 DDB  |
|                |                             | Fleischgasse 13 LageFlur: 25, Flurstück: 37                |              | 1595 bis 1605          | 53125 DDB  |
|                |                             | Fleischgasse 14 LageFlur: 25, Flurstück: 119               |              | 1583                   | 53126 DDB  |
|                |                             | Fleischgasse 15 LageFlur: 25, Flurstück: 36                |              | 1678                   | 53127 DDB  |
|                |                             | Fleischgasse 24 LageFlur: 26, Flurstück: 39, 38            |              | 1700                   | 53128 DDB  |
| weitere Bilder | 'Zur Rose' und 'Zur Traube' | Fleischgasse 32 LageFlur: 26, Flurstück: 69/24             |              | Ende 17. Jahrhundert   | 53129 DDB  |
|                |                             | Plötze 1 LageFlur: 25, Flurstück: 104/2                    |              | 1580 bis 1590          | 53226 DDB  |
|                |                             | Plötze 3 LageFlur: 25, Flurstück: 106/1                    |              | 1754                   | 53227 DDB  |
|                |                             | Plötze 8 LageFlur: 25, Flurstück: 112                      |              | 1425 bis 1475          | 53228 DDB  |
|                |                             | Plötze 11/Schießgraben 2 LageFlur: 25, Flurstück: 55, 57/1 |              | Anfang 18. Jahrhundert | 53229 DDB  |
|                |                             | Plötze 14 LageFlur: 25, Flurstück: 18                      |              | 1567                   | 53230 DDB  |
| Das Siegeshaus | Das Siegeshaus              | Plötze 16 LageFlur: 25, Flurstück: 19                      |              | 1570 bis 1580          | 53231 DDB  |
| Plötze 17      | Plötze 17                   | Plötze 17 LageFlur: 25, Flurstück: 15                      |              | 1595 bis 1605          | 53232 DDB  |
|                |                             | Plötze 18 LageFlur: 25, Flurstück: 20                      |              | Ende 16. Jahrhundert   | 53233 DDB  |
|                |                             | Plötze 19-20 LageFlur: 25, Flurstück: 14, 13               |              | 1575 bis 1625          | 53234 DDB  |
|                |                             | Plötze 21 LageFlur: 25, Flurstück: 12                      |              | 1595 bis 1605          | 53235 DDB  |
|                |                             | Plötze 22-23 LageFlur: 25, Flurstück: 11, 10               |              | 1595 bis 1605          | 53236 DDB  |

## Barfüßerstraße und Bergstraße
| Bild           | Bezeichnung             | Lage                                                   | Beschreibung    | Bauzeit              | Objekt-Nr. |
| -------------- | ----------------------- | ------------------------------------------------------ | --------------- | -------------------- | ---------- |
| weitere Bilder | Wohn- und Geschäftshaus | Barfüßerstraße 1-3 LageFlur: 24, Flurstück: 72/1, 69/2 |                 | 1345 bis 1355        | 53010 DDB  |
|                |                         | Barfüßerstraße 4 LageFlur: 26, Flurstück: 58/1         |                 |                      | 53011      |
|                |                         | Barfüßerstraße 5 LageFlur: 24, Flurstück: 69/2         | Sachteil Keller | 1275 bis 1325        | 53346 DDB  |
|                |                         | Barfüßerstraße 6 LageFlur: 26, Flurstück: 63/5         |                 |                      | 53386 DDB  |
| weitere Bilder |                         | Barfüßerstraße 7-9 LageFlur: 24, Flurstück: 67         |                 |                      | 53012 DDB  |
|                |                         | Barfüßerstraße 8 LageFlur: 26, Flurstück: 6/1          |                 |                      | 53013      |
|                |                         | Barfüßerstraße 10-12 LageFlur: 26, Flurstück: 7, 8     |                 | 1594                 | 53014 DDB  |
| weitere Bilder |                         | Barfüßerstraße 11 LageFlur: 24, Flurstück: 66          |                 |                      | 53015 DDB  |
|                |                         | Barfüßerstraße 13-15 LageFlur: 24, Flurstück: 65/64    |                 | Ende 14. Jahrhundert | 53016 DDB  |
|                |                         | Barfüßerstraße 14 LageFlur: 24, Flurstück: 9           |                 | 1595 bis 1605        | 53017 DDB  |
| weitere Bilder |                         | Barfüßerstraße 16 LageFlur: 24, Flurstück: 10          |                 | 1665 bis 1675        | 53018 DDB  |
|                |                         | Barfüßerstraße 18-20 LageFlur: 26, Flurstück: 11       |                 | 1605 bis 1655        | 53019 DDB  |
|                |                         | Bergstraße 1 LageFlur: 24, Flurstück: 63               |                 | 1542                 | 53020 DDB  |
|                |                         | Bergstraße 2-4 LageFlur: 27, Flurstück: 46, 47         |                 | 1703                 | 53021 DDB  |
|                |                         | Bergstraße 3-5 LageFlur: 24, Flurstück: 61/1, 61/2     |                 | Ende 15. Jahrhundert | 53022 DDB  |
|                |                         | Bergstraße 6 LageFlur: 27, Flurstück: 45               |                 | 1798                 | 53023 DDB  |
|                |                         | Bergstraße 7 LageFlur: 24, Flurstück: 59               |                 | 1291                 | 53024 DDB  |

## Südöstlicher Bereich mit Bischofsplatz
Der Bischofsplatz entstand vermutlich im Zuge der Erbauung der heutigen Stadtkirche 1322, knapp 100 Jahre zuvor war bereits das Franziskanerkloster (heute bischöfliches Ordinariat) angesiedelt worden.
siehe auch: Bischofsplatz (Limburg an der Lahn)
| Bild                                                   | Bezeichnung                                            | Lage                                                                   | Beschreibung | Bauzeit                | Objekt-Nr. |
| ------------------------------------------------------ | ------------------------------------------------------ | ---------------------------------------------------------------------- | --- | ---------------------- | ---------- |
| weitere Bilder                                         | Fachwerkbau                                            | Bischofsplatz 1 LageFlur: 27, Flurstück: 60/16                         | | um 1500                | 53025 DDB  |
| Bischöfliches Ordinariat und Stadtkirche St. Sebastian | Bischöfliches Ordinariat und Stadtkirche St. Sebastian | Bischofsplatz 2-4/Roßmarkt 4-6 LageFlur: 28, Flurstück: 34, 35/3, 36/1 | Ehemaliges Franziskanerkloster und Franziskanerkirche St. Sebastian | bis 1322               | 53026 DDB  |
| Dreigeschossiges Fachwerkhaus                          | Dreigeschossiges Fachwerkhaus                          | Bischofsplatz 3 LageFlur: 27, Flurstück: 15                            | | vor 1602               | 53027 DDB  |
| Dreigeschossiges Fachwerkhaus                          | Dreigeschossiges Fachwerkhaus                          | Bischofsplatz 5 LageFlur: 27, Flurstück: 14                            | | 19. Jahrhundert        | 53028 DDB  |
| Fachwerkbau                                            | Fachwerkbau                                            | Bischofsplatz 6 LageFlur: 27, Flurstück: 48                            | | um 1700                | 53029 DDB  |
| Viergeschossiges Fachwerkhaus                          | Viergeschossiges Fachwerkhaus                          | Bischofsplatz 7 LageFlur: 26, Flurstück: 13                            | | Ende 15. Jahrhundert   | 53030 DDB  |
| Vom Bischofsplatz aus gesehen                          | Haus Byron                                             | Bischofsplatz 9 LageFlur: 26, Flurstück: 9                             | Zweigeschossiges Fachwerkhaus auf der kleinen Eckparzelle zur Barfüßerstraße hin. Benannt nach dem Drechsler, Krämer und Bautechniker Carl Byron, der es ab 1877 bewohnte.                                 | frühes 17. Jahrhundert | 53031 DDB  |
| weitere Bilder                                         | Fachwerkhaus                                           | Frankfurter Straße 1 LageFlur: 26, Flurstück: 17                       | Dreigeschossiges, verputztes Fachwerkhaus mit Ladengeschäft im Erdgeschoss. Seit 1392 Wohnsitz des Chronisten Tilemann Elhen von Wolfhagen, ab dem 17. Jahrhundert bis ins späte 20. Jahrhundert Bäckerei. | spätes 14. Jahrhundert | 53131 DDB  |
| weitere Bilder                                         | Trombetta-Komplex                                      | Frankfurter Straße 2 LageFlur: 26, Flurstück: 66/23                    | | 1625 bis 1675          | 53132 DDB  |
|                                                        |                                                        | Frankfurter Straße 3 LageFlur: 26, Flurstück: 18/1                     | |                        | 53133 DDB  |

## Kolpingstraße
| Bild           | Bezeichnung                                   | Lage                                         | Beschreibung | Bauzeit                | Objekt-Nr. |
| -------------- | --------------------------------------------- | -------------------------------------------- | ------------ | ---------------------- | ---------- |
| weitere Bilder | Bestandteil des ehemaligen Klosters Bethlehem | Kolpingstraße 3 LageFlur: 24, Flurstück: 76  |              |                        | 78786      |
| weitere Bilder |                                               | Kolpingstraße 5 LageFlur: 24, Flurstück: 77  |              | Anfang 20. Jahrhundert | 53186 DDB  |
| weitere Bilder |                                               | Kolpingstraße 7 LageFlur: 24, Flurstück: 78  |              |                        | 53187      |
| weitere Bilder |                                               | Kolpingstraße 8 LageFlur: 27, Flurstück: 44  |              | 1595 bis 1605          | 53188 DDB  |
| weitere Bilder | Ehemaliges Kurtrierer Amtshaus                | Kolpingstraße 9 LageFlur: 24, Flurstück: 58  |              | 1690 bis 1700          | 53189 DDB  |
| weitere Bilder |                                               | Kolpingstraße 17 LageFlur: 27, Flurstück: 9  |              | 1665                   | 53190 DDB  |
| weitere Bilder |                                               | Kolpingstraße 19 LageFlur: 27, Flurstück: 10 |              | 1679                   | 53191 DDB  |

## Roßmarkt
| Bild           | Bezeichnung | Lage                                      | Beschreibung | Bauzeit                | Objekt-Nr. |
| -------------- | ----------- | ----------------------------------------- | ------------ | ---------------------- | ---------- |
| weitere Bilder |             | Roßmarkt 1 LageFlur: 27, Flurstück: 11    |              | 1606                   | 53239 DDB  |
|                |             | Roßmarkt 2 LageFlur: 27, Flurstück: 29    |              | 1646 bis 1696          | 53240 DDB  |
|                |             | Roßmarkt 7 LageFlur: 27, Flurstück: 67/16 |              | Anfang 15. Jahrhundert | 53241 DDB  |
| weitere Bilder |             | Roßmarkt 11 LageFlur: 27, Flurstück: 27   |              | 1665 bis 1675          | 53242 DDB  |
| weitere Bilder |             | Roßmarkt 13 LageFlur: 27, Flurstück: 26   |              | 1665 bis 1675          | 53243 DDB  |
| weitere Bilder |             | Roßmarkt 15 LageFlur: 27, Flurstück: 19/2 |              | 1475 bis 1485          | 53244 DDB  |

## Frankfurter Vorstadt
| Bild                     | Bezeichnung           | Lage                                                      | Beschreibung | Bauzeit                | Objekt-Nr. |
| ------------------------ | --------------------- | --------------------------------------------------------- | --- | ---------------------- | ---------- |
| weitere Bilder           |                       | Frankfurter Straße 4 LageFlur: 35, Flurstück: 63/5        | | Anfang 19. Jahrhundert | 53134 DDB  |
| weitere Bilder           | Zum lachenden Mann    | Frankfurter Straße 4a-6 LageFlur: 35, Flurstück: 63/6, 69 | | Ende 16. Jahrhundert   | 53135 DDB  |
| weitere Bilder           | Postamt               | Frankfurter Straße 9 LageFlur: 26, Flurstück: 21/1        | Das neunachsige imposante dreigeschossige Gebäude der Hauptpost mit gelblicher Blendziegelverkleidung, Sandsteingliederungen und verschiefertem Mansarddach wurde 1907/08 Durch einen Anbau im gleichen Stil an der Eschhöfer Straße ergänzt | 1889                   | 53136 DDB  |
| Frankfurter Straße 11    |                       | Frankfurter Straße 11 LageFlur: 35, Flurstück: 100, 101   | | 1896/97                | 53137 DDB  |
| Frankfurter Straße 20-22 |                       | Frankfurter Straße 20-22 LageFlur: 35, Flurstück: 77, 78  | | 1695 bis 1705          | 53138 DDB  |
|                          |                       | Frankfurter Straße 21 LageFlur: 35, Flurstück: 197/109    | | 1683                   | 53139 DDB  |
| Frankfurter Straße 24    |                       | Frankfurter Straße 24 LageFlur: 35, Flurstück: 79/2       | | 1720                   | 53140 DDB  |
| Frankfurter Straße 32    | Evangelisches Dekanat | Frankfurter Straße 32 LageFlur: 34, Flurstück: 98         | Das dreieinhalbgeschossige, repräsentative Solitärgebäude im Stil des barockisierenden Historismus wurde von Architekt Jakob Fachinger als eigenes Büro- und Wohnhaus erbaut.                                                                | 1884/85                | 53141 DDB  |

## Grabenstraße und Konrad-Kurzbold-Straße
| Bild                                               | Bezeichnung                                                     | Lage                                                   | Beschreibung | Bauzeit       | Objekt-Nr. |
| -------------------------------------------------- | --------------------------------------------------------------- | ------------------------------------------------------ | ------------ | ------------- | ---------- |
| weitere Bilder                                     |                                                                 | Grabenstraße 12-14 LageFlur: 22, Flurstück: 25/3, 26   |              | 1870 bis 1880 | 53148 DDB  |
| Portalachse des ehem. Bäckereigenossenschafthauses | Portalachse des ehem. Bäckereigenossenschafthauses              | Grabenstraße 22 LageFlur: 22, Flurstück: 18/2          |              | 1926          | 53088 DDB  |
| weitere Bilder                                     |                                                                 | Grabenstraße 24-26 LageFlur: 36, Flurstück: 1/1, 3     |              | 1844          | 53149 DDB  |
| Grabenstraße 32                                    | ehemalige Amtsapotheke Limburg                                  | Grabenstraße 32 LageFlur: 36, Flurstück: 9/3           |              | 1867          | 53150 DDB  |
|                                                    |                                                                 | Grabenstraße 38 LageFlur: 35, Flurstück: 1             |              | 1830 bis 1880 | 53151 DDB  |
| Grabenstraße 54                                    |                                                                 | Grabenstraße 54 LageFlur: 35, Flurstück: 53            |              | 1902          | 53152 DDB  |
| Grabenstraße 57                                    | Domhotel                                                        | Grabenstraße 57 LageFlur: 26, Flurstück: 52/37, 36/1   |              | 1832          | 53153 DDB  |
| Grabenstraße 59                                    |                                                                 | Grabenstraße 59 LageFlur: 26, Flurstück: 32/1          |              | 1870 bis 1880 | 53154 DDB  |
|                                                    |                                                                 | Grabenstraße 61 LageFlur: 26, Flurstück: 31/2          |              | 1902          | 53155 DDB  |
| Konrad-Kurzbold-Straße, Unterbau Löhrturm          | Unterbau des ehem. Löhrturmes mit Relikten der ehem. Stadtmauer | Konrad-Kurzbold-Straße LageFlur: 22, Flurstück: 59/5   |              |               | 52995 DDB  |
| weitere Bilder                                     |                                                                 | Konrad-Kurzbold-Straße 3 LageFlur: 22, Flurstück: 40/2 |              | 1860 bis 1910 | 53192 DDB  |
| weitere Bilder                                     |                                                                 | Konrad-Kurzbold-Straße 7 LageFlur: 22, Flurstück: 38/1 |              | 1883          | 53193 DDB  |

## Weitere Kulturdenkmäler
| Bild                           | Bezeichnung                    | Lage                                                                       | Beschreibung                                                      | Bauzeit                | Objekt-Nr. |
| ------------------------------ | ------------------------------ | -------------------------------------------------------------------------- | ----------------------------------------------------------------- | ---------------------- | ---------- |
| Rest der Stadtmauer            | Rest der Stadtmauer            | Am Huttig 1 LageFlur: 28, Flurstück: 48/29, 28/1                           |                                                                   |                        | 52992 DDB  |
| weitere Bilder                 | Obermühle                      | Am Huttig 3 LageFlur: 28, Flurstück: 28/2                                  |                                                                   | 1237                   | 52993 DDB  |
| Teil der Stadtmauer            | Teil der Stadtmauer            | Am Huttig/Eschhöfer Weg LageFlur: 28, Flurstück: 30/5, 36/1, 37/9, 37/12   | Längstes erhaltenes Teilstück der um 1220/30 erbauten Stadtmauer. | 1220 bis 1230          | 52994 DDB  |
| Niedermühle und Katzenturm     | Niedermühle und Katzenturm     | Am Katzenturm 1 LageFlur: 22, Flurstück: 34                                |                                                                   |                        | 52996 DDB  |
|                                |                                | Böhmergasse 3 LageFlur: 25, Flurstück: 46                                  |                                                                   | 1625 bis 1675          | 53033 DDB  |
|                                |                                | Böhmergasse 4 LageFlur: 25, Flurstück: 45                                  |                                                                   | 1595                   | 53034 DDB  |
|                                |                                | Böhmergasse 5 LageFlur: 25, Flurstück: 44/1                                |                                                                   | Anfang 17. Jahrhundert | 53035 DDB  |
|                                |                                | Böhmergasse 6 LageFlur: 25, Flurstück: 35/2                                |                                                                   | 1665 bis 1675          | 53036 DDB  |
|                                |                                | Große Domtreppe 1 LageFlur: 27, Flurstück: 4                               |                                                                   | 1669                   | 53160 DDB  |
| Alte Kustodie bzw. Präsenzhaus | Alte Kustodie bzw. Präsenzhaus | Große Domtreppe 2 LageFlur: 27, Flurstück: 3                               |                                                                   | 1694                   | 53161 DDB  |
| weitere Bilder                 |                                | Kleine Domtreppe 7 LageFlur: 24, Flurstück: 56/2                           |                                                                   | 1425                   | 53183 DDB  |
| weitere Bilder                 |                                | Sackgasse 18 LageFlur: 25, Flurstück: 76                                   |                                                                   | Ende 18. Jahrhundert   | 53253 DDB  |
|                                |                                | Schießgraben 1 LageFlur: 25, Flurstück: 108                                |                                                                   | 1595 bis 1605          | 53285 DDB  |
| weitere Bilder                 | Schleusenanlage                | Schleusenweg LageFlur: 9, Flurstück: 72, 101; 2, 5, 29, 30, 33, 36; 243; 3 |                                                                   | 1832 bis 1842          | 53286 DDB  |